# Pseudauximus
Pseudauximus es un género de arañas araneomorfas de la familia Amaurobiidae. Se encuentra en Sudáfrica.

## Especies
Según The World Spider Catalog 12.0:
- Pseudauximus annulatus Purcell, 1908
- Pseudauximus pallidus Purcell, 1903
- Pseudauximus reticulatus Simon, 1902